# Jan Davidsz. de Heem
Jan Davidsz. de Heem (Utrecht, 1606-Amberes, 1684) fue un pintor neerlandés. Trabajó principalmente en Amberes y Utrecht. Se especializó en la pintura de bodegones, género en el que realizó numerosas innovaciones que ejercieron una influencia crucial en el desarrollo de la pintura de bodegones neerlandesa durante el siglo XVII. Sus grandes y suntuosos bodegones de la década de 1640 causaron una profunda impresión. Casi todos los pintores de bodegones del Norte se vieron influidos por su obra, especialmente en Amberes, Utrecht y Leiden.

## Biografía y obra
De Heem fue uno de los grandes pintores holandeses dentro del género del bodegón, combinando una brillante armonía de colores con una exacta representación de los objetos: las flores, en toda su variedad; frutas europeas y tropicales; langostas y ostras; mariposas y polillas; piedra y metal; caracoles y conchas marinas. Algunas de sus obras son una muestra de abundancia; otras, solo una guirnalda o un ramillete. A menudo transmitiría una enseñanza moral o ilustraría un lema: una serpiente acurrucada bajo la hierba; un cráneo en plantas florecientes. Copas de oro o plato y jarras de cerveza sugieren la vanidad de las posesiones terrenales. La salvación se representa de manera alegórica como un cáliz entre los capullos, y la muerte como un crucifijo en una corona de flores o de hojas. A veces pintó, solo o junto a otros, Vírgenes o retratos en guirnaldas de fruta o flores. Su firma varió: sus iniciales, o Johannes, o el nombre de su padre junto al propio. Ocasionalmente proporcionaba una fecha, especialmente en sus mejores obras.

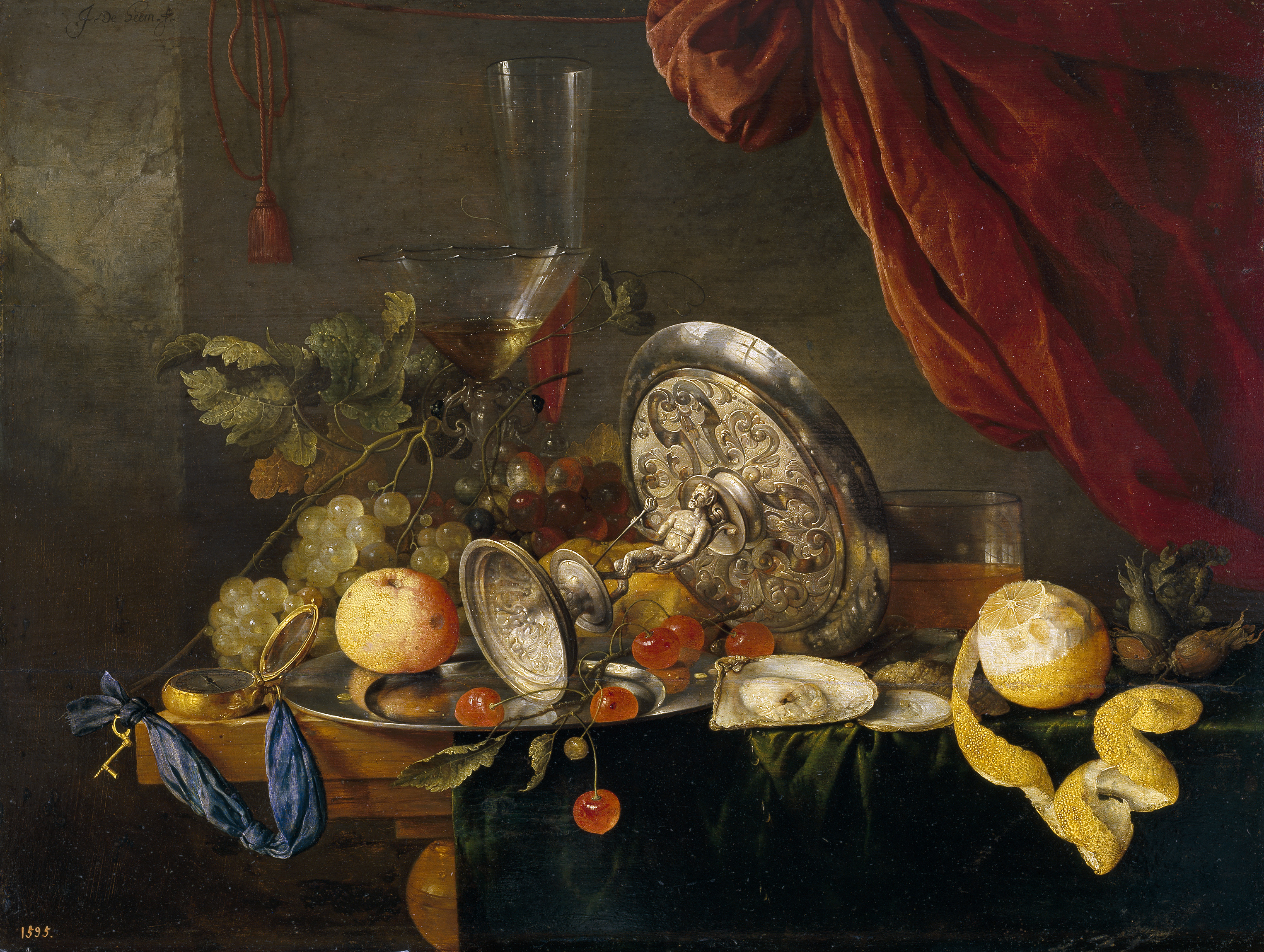
Mesa, óleo sobre tabla, 49 × 64 cm, Museo del Prado, Madrid.

De Heem nació en Utrecht donde fue conocido igual que su padre como Johannes van Antwerpen. Estudió con Balthasar van der Ast y vivió en Leiden desde alrededor de 1625 hasta 1629. Entró en el gremio de pintores de Amberes en 1635 o 1636 y se convirtió en burgher de esa ciudad en 1637. Permaneció allí hasta 1667, cuando se trasladó de regreso a Utrecht, donde la documentación acredita su presencia desde 1668 hasta 1670. No se sabe cuándo regresó finalmente a Amberes, pero su muerte queda registrada en los libros del gremio de esa ciudad, donde fue enterrado en la iglesia de los dominicos el 10 de febrero de 1684. Una pintura muy temprana, datada en 1628, en la galería de Gotha, lleva la firma plena de Johannes y muestra a un De Heem familiarizado con la técnica del joven Albert Jacob Cuyp. En años posteriores ganó el vigor de su propia originalidad.
Del centenar o más de sus cuadros en galerías europeas, solo dieciocho están datadas. La primera, posterior a la de Gotha, es una jarra de cerveza con botella, una copa de plata y un limón sobre una mesa de mármol, datada en 1640, en el museo de Ámsterdam. Una obra parecida de 1645, con el añadido de fruta, flores y un paisaje lejano, está en el castillo de Longford. Un cáliz en una corona de flores con un ramillete radiante entre gavillas de trigo, uvas y flores, es una obra maestra de 1648 en el Belvedere de Viena. Una corona de flores alrededor de una Virgen de tamaño natural, datada en 1650, en el museo de Berlín, muestra que De Heem podía pintar con brillantez y armonía a gran escala.

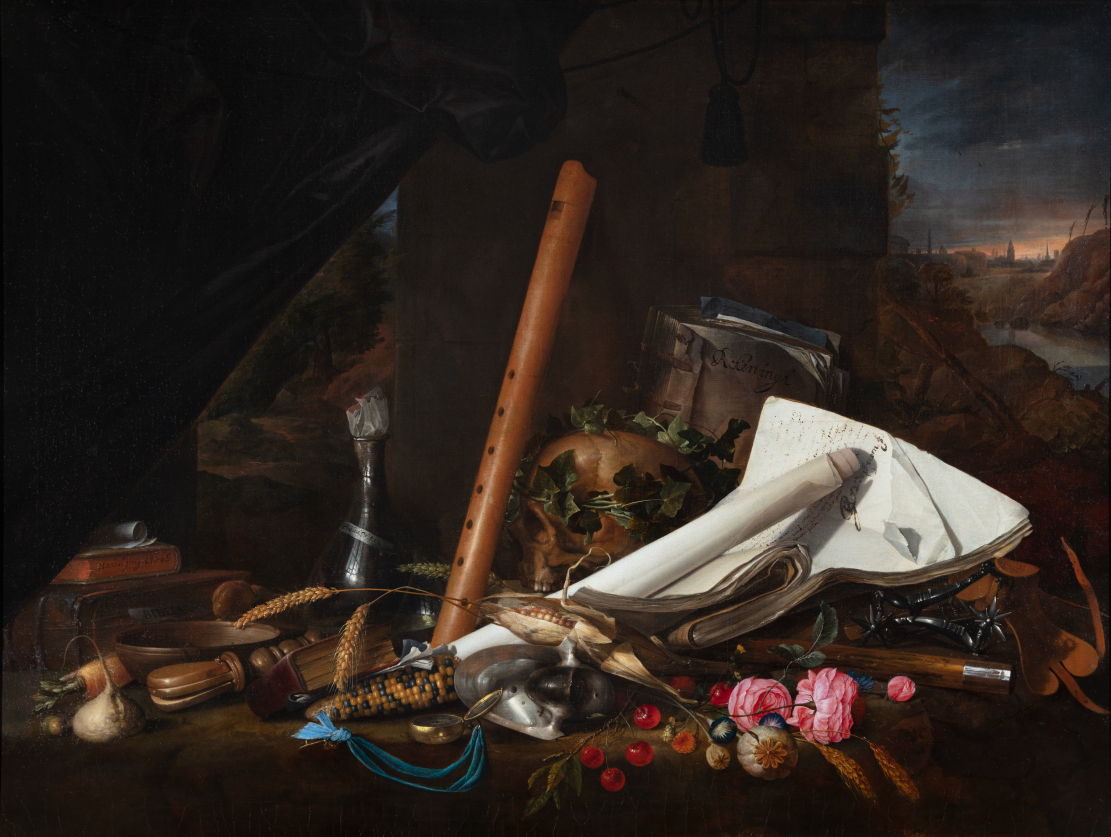
Vanitas, Museos Reales de Bellas Artes de Bélgica.

En la Alte Pinakothek de Múnich hay una famosa obra de 1653, en la que plantas trepadoras se mezclan bellamente con calabazas, zarzamoras, naranja, mirto y melocotón, y más animada con mariposas, polillas y escarabajos. Un paisaje con un rosal en flor, una jarra con fresas, una selección de frutas, y un busto de mármol de Pan, datado en 1655, está en el Museo del Hermitage de San Petersburgo. Un medallón entrelazado con fruta y flores, una alegoría de la abundancia, está en la galería de Bruselas, inscrita con el monograma de De Heem, la fecha de 1668, y el nombre de un artista oscuro llamado Lambrechts. Todas estas piezas muestran a De Heem en plena posesión de sus habilidades.
En España se conservan bodegones de su mano en el Museo del Prado, Mesa, el Palacio Real de Aranjuez, y el Museo Thyssen-Bornemisza, que guarda un Florero con vaso de cristal y frutas.
Entre sus muchos discípulos y seguidores, tanto en Holanda como, quizá en mayor medida en Amberes, se encuentran Alexander Coosemans, Thomas de Klerck, Lenaert Rougghe, Theodoor Aenvanck, Andries Benedetti, Elias van den Broeck, Jacob Marrel, Hendrik Schoock, Willem van Deynum, Carstian Luyckx, Theodoor Smits, Joris van Son, Jacob van Walscapelle, Maria van Oosterwijck o Abraham Mignon.